# Georg Breitwieser

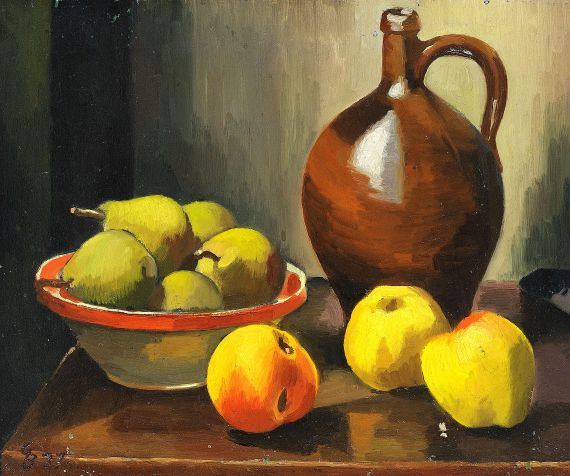
Stillleben mit Äpfeln, Birnen und Krug

Georg Breitwieser (* 20. März 1890 in Langstadt bei Dieburg; † 13. Oktober 1938 in Darmstadt) war ein deutscher Landschafts- und Stilllebenmaler.
Breitwieser absolvierte zunächst eine Ausbildung zum Glasmaler. Von 1908 bis 1910 studierte Georg Breitwieser in den Lehrateliers der Darmstädter Künstlerkolonie Mathildenhöhe bei Adolf Beyer und Friedrich Wilhelm Kleukens.
Den Zeitraum von 1910 bis 1921 verbrachte Breitenwieser in Berlin. Von 1910 bis 1914 und von 1919 bis 1921 studierte er an der Kunstschule des Kunstgewerbemuseums bei Emil Doepler und Emil Rudolf Weiß.
Nach 1921 kehrte Georg Breitwieser nach Darmstadt zurück, wo er als freischaffender Maler und Grafiker tätig war. Seine Werke zeigten den Einfluss der Neuen Sachlichkeit.
Georg Breitwieser wurde Mitglied der Darmstädter Sezession sowie der Darmstädter Gruppe, der auch Carl Gunschmann, Paul Thesing, Kay H. Nebel, Ewald Dülberg und Alexander Prosch angehörten.
In den 1930er Jahren illustrierte Georg Breitwieser mit Holzschnitten die alljährlichen Heimatfreund-Kalender.